# Olga Szerauc
Olga Szerauc, z domu Cywińska (ur. 1 kwietnia 1908 w Kuźmiczach k. Madzioła, zm. 22 marca 2017 w Warszawie) – koronczarka, nauczycielka koronczarstwa klockowego w Krakowie, uznawana za najstarszą aktywną zawodowo koronczarkę w Polsce, uczennica i kontynuatorka działalności Zofii Dunajczan.

## Życiorys
W czasie I wojny światowej wraz z matką i rodzeństwem wielokrotnie zmieniała miejsce zamieszkania, osiedlając się w różnych miejscach ówczesnego Imperium Rosyjskiego (m.in. Kubań, Kaukaz). Nauczyła się wówczas wykonywania tzw. robótek ręcznych, przede wszystkim haftu. W latach 20. XX w. ukończyła Szkołę Tkactwa Artystycznego w Wilnie, zapoznając się z wieloma rodzajami technik rękodzielniczych. Lata II wojny światowej spędziła w łagrze w Kazachstanie pracując w kopalni złota, a następnie na kolei przy wytopie smoły.
Po wojnie osiadła na stałe w Krakowie. Była jednym z organizatorów spółdzielni Cepelia, w której pracowała 30 lat. Była zatrudniona również w Wytwórni Tkanin Artystycznych „Wanda” oraz w pracowni lalek i strojów regionalnych Spółdzielni „Współpraca”. Wykonywała także kwiaty z bibuły i tkała gobeliny. Uczęszczała na kurs koronek klockowych prowadzonym przez Zofię Dunajczan w Krakowskim Domu Kultury, a po jej śmierci w 1985 roku, objęła prowadzenie zajęć. Pracowała jako instruktorka aż do 2009 roku, kształcąc kilka pokoleń koronczarek. W 2015 roku przekazała młodszym koronczarkom swoje wyroby i wzory prosząc o kontynuowanie tradycji.
W swoich pracach używała wyciszonych, naturalnych kolorów. Dodatkowe barwy wprowadzała w bardzo oszczędny sposób w celu podkreślenia kształtu. Jej wyroby cechuje lekkość i dokładność oraz wysoki poziom wykonania.